# فردون، نیوجرسی
فردون (به انگلیسی: Fredon Township) شهری در ایالت نیوجرسی کشور ایالات متحده آمریکا است که جمعیت آن در سرشماری سال ۲۰۱۰ میلادی، ۳٬۴۳۷ نفر بوده‌است.